# Italiaanse cinema
De Italiaanse cinema omvat de productie van speelfilms door Italiaanse regisseurs. De Italiaanse cinema heeft vanaf het begin een belangrijke invloed gehad op de internationale filmwereld. Een belangrijk filmfestival is het Filmfestival van Venetië dat sinds 1932 elk jaar wordt gehouden.

## Genres

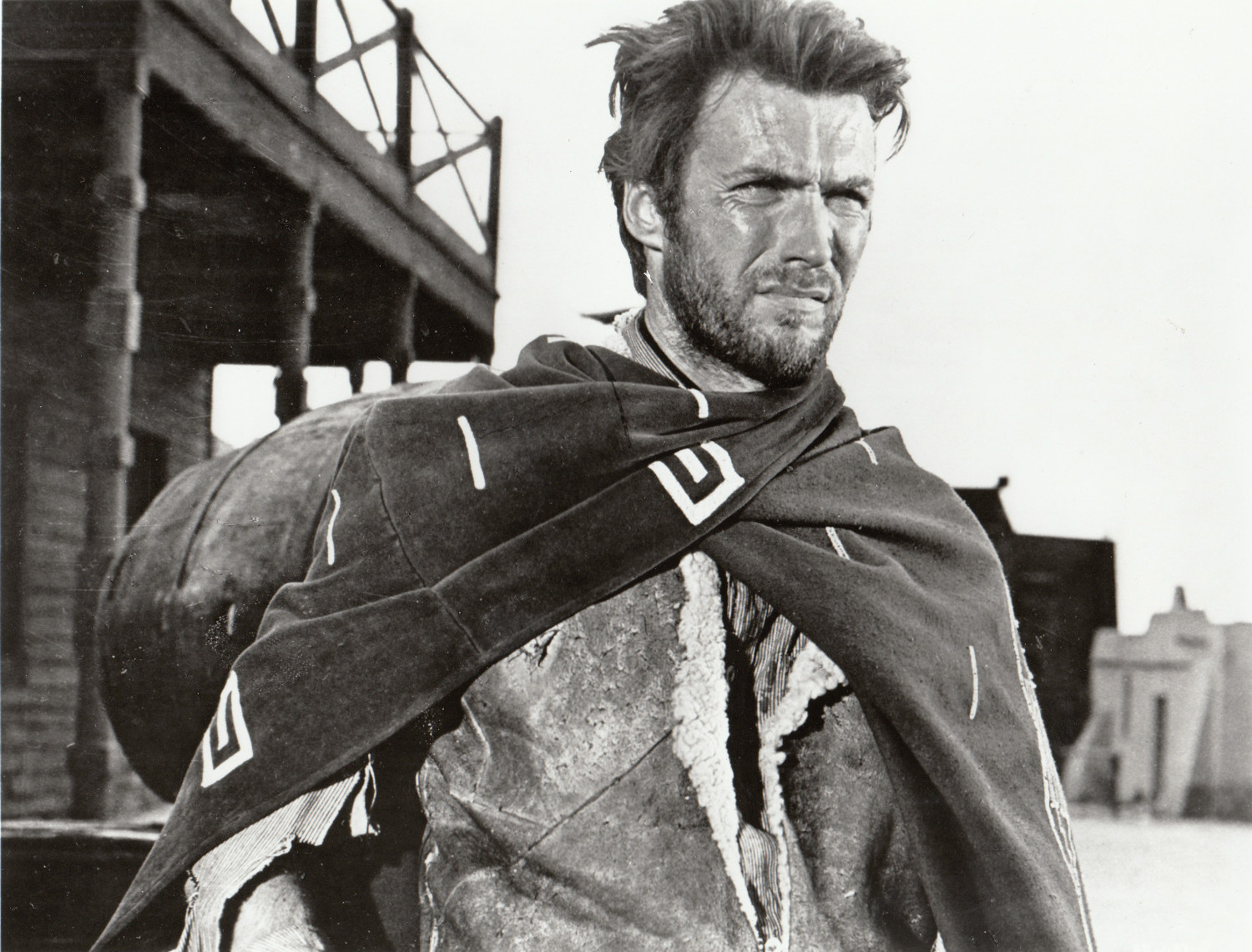
Clint Eastwood in de spaghettiwestern A Fistful of Dollars (Per un pugno di dollari) uit 1964

De Italiaanse cinema heeft een aantal typerende genres voortgebracht die later invloed hebben gehad op de Amerikaanse cinema. Ook het camerawerk en de montage was vaak anders dan in de rest van de wereld gebruikelijk was. Het Neorealisme (1943-1952) plaatst gewone mensen in realistische situaties. Er werd vaak gewerkt met niet-professionele acteurs, gefilmd op straat of in gewone huizen en gebruik gemaakt van handcamera's en natuurlijk licht.
Spaghettiwestern zijn Italiaanse westernfilms, soms opgenomen in de dorre gebieden in Spanje zoals de Tabernaswoestijn. De Italianen introduceerden met hun revisionistische westerns een grimmiger en cynischer beeld op het genre. Dit in tegenstelling tot de meer heroïsche visie van de Amerikaanse filmindustrie. De films werden met name gemaakt in de jaren zestig en zeventig en waren vaak low-budgetfilms. In Italië zijn meer westerns gemaakt dan in de VS. Sergio Leone was een belangrijke regisseur. Hij gebruikte extreme close-ups van gezichten, gecombineerd met brede vergezichten op het landschap of lange stiltes om zo de spanning op te bouwen of de intensiteit van een confrontatie uit te beelden.
Giallo laat zich het best omschrijven als misdaad- en thrillerfilms met een hoge mate van spektakel in de vorm van slasher, psychologische horror, psychologische thriller en sexploitation. Een typische giallo bevat veel bloed, een mooie vrouw die al dan niet gedood wordt en een wat vreemde buitenstaander die de hoofdrol heeft. Ook wordt er gebruik gemaakt van velle kleuren. Een genre dat er enigszins mee overlapt is die van de gewelddadige politiefilms, de Poliziottesco.
Commedia all'italiana is een breed filmgenre. De term slaat vooral op een periode (1958-1980) waarin Italië veel succesvolle filmkomedies produceerde. Een variant hiervan was de Commedia sexy all'italiana die haar hoogtepunt beleefde in de jaren zeventig.
Daarnaast heeft Italië de nodige films voortgebracht die bekend staan om hun visuele uitwerking, met trage shots of juist overweldigend beelden of met een symbolische betekenis.
De Italiaanse cinema heeft een groot aantal regisseurs, acteurs en actrices voortgebracht die internationale bekendheid hebben bereikt. Martin Scorsese en Quentin Tarantino zijn Amerikaanse regisseurs die zich door de Italiaanse cinema hebben laten inspireren.

## Geschiedenis

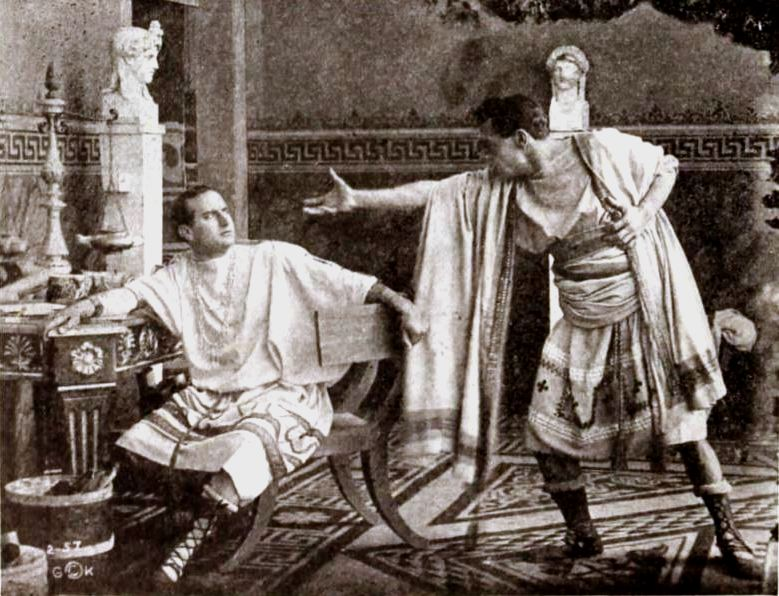
De stomme film Quo Vadis was in 1913 een blockbuster.

De Italiaanse filmindustrie ontstond tussen 1903 en 1908. In de jaren tien worden in de grote steden de eerste bioscopen gebouwd en productiemaatschappijen opgericht. De historische films in Italië zijn erg in trek. Een van de eerste is La presa di Roma (1905) van Filoteo Alberini. Daarnaast ontwikkelt zich de komedie en daarna komt al snel het melodrama in de mode. 

### Eerste Wereldoorlog
Tijdens de Eerste Wereldoorlog daalt de productie enorm. Door het onrustige politieke en sociale klimaat en de economische problemen leidde de Italiaanse cinema een onbetekenend bestaan. Daarin komt een kentering in de jaren dertig, onder invloed van Mussolini. De overheid beperkt de import van Amerikaanse films en er is meer subsidie voor film. In 1937 wordt Cinecittà, de grootste Italiaanse filmstudio, gebouwd.

### Tweede Wereldoorlog
De periode van de Tweede Wereldoorlog is bepalend geweest voor de Italiaanse film, omdat toen het neorealisme ontstond. Dit begon zich af te tekenen in films als Uomini sul Fondo (1941) van Francesco De Robertis en Quattro Passi fra le Nuvole (1942) van Alessandro Blasetti. De neorealistische films worden op locatie gedraaid, zonder kunstlicht, en geven zodoende een realistisch beeld en ook inhoudelijk zijn ze realistisch. Amusement lijkt op dat moment ongepast en de films geven een beeld van de sociale onvrede van na de oorlog. Een klassieke film werd Ladri di biciclette (1948) van Vittorio De Sica.

### Jaren 50 en 60

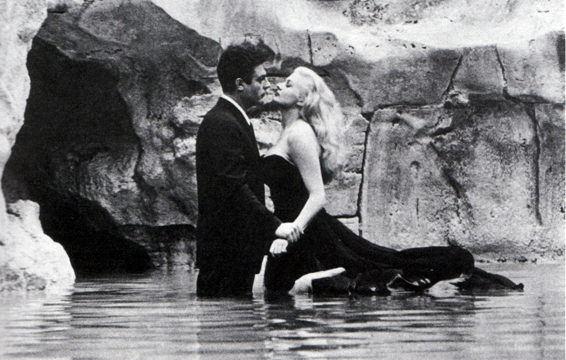
Anita Ekberg en Marcello Mastroianni in de Trevifontein in La dolce vita. Deze film was een internationaal succes in 1960.

In de jaren vijftig grijpt men weer terug op de komedies. De commedia all’Italiana is altijd populair gebleven en vormt de ruggengraat van de Italiaanse cinema. Ook de Hollywoodfilm komt weer terug op de markt. In de jaren zestig begint de echte bloeitijd van de Italiaanse film, die nationaal en internationaal zeer geliefd raakt. Federico Fellini maakt La Dolce Vita (1960) en Marcello Mastroianni, Sophia Loren en Giulietta Masina worden internationale sterren. Pier Paolo Pasolini, Bernardo Bertolucci, de gebroeders Taviani en Ettore Scola worden bekend als regisseurs.

### Jaren 70
In de jaren zeventig zorgt de televisie voor een ware crisis in de film. De productie loopt fors terug, dit wordt veroorzaakt door de toenemende populariteit van de televisie en door teruglopende subsidiëring. Tevens hebben de commerciële omroepen ook invloed op dit filmklimaat. Staatsomroep Radio Audizioni Italiane besteedde altijd veel aandacht aan producties uit eigen land en droeg ook financieel daar aan bij. Als tegenwicht begonnen de commerciële omroepen, met als belangrijkste Fininvest van Berlusconi, goedkope B-films uit te zenden. Dit waren voor een belangrijk deel oude Hollywoodproducties. 

### Jaren 80 en 90
In de jaren tachtig en negentig komen er nieuwe talenten, maar de concurrentie van de televisie blijft sterk. Men grijpt liever terug op oude films en op Hollywoodproducties.